# Lithobius alpicosiensis
Lithobius alpicosiensis är en mångfotingart som beskrevs av Matic 1973. Lithobius alpicosiensis ingår i släktet Lithobius och familjen stenkrypare.
Artens utbredningsområde är Italien. Inga underarter finns listade i Catalogue of Life.